# Liste der indonesischen Fußballmeister
Die Indonesischen Fußballmeister sind alle Titelträger in der höchsten Liga des Landes seit dem Beginn von Fußballligen im Jahr 1931. Bis zur Saison 1978/79 gab es nur eine reine Amateurliga, die Perserikatan. Ab 1979 kam dann die semiprofessionelle Galatan dazu, die Amateurliga lief aber bis 1994 parallel weiter, sodass es in diesem Zeitraum immer zwei Meister gab. 1994 wurde die Liga dann gänzlich professionalisiert und lief unter dem Namen Liga Indonesia Premier Division. Diese war der Vorgänger der 2008 gegründeten eingleisigen höchsten indonesischen Spielklasse, der Indonesia Super League (ISL), die 2017 in Liga 1 umbenannt wurde. Aufgrund von Streitigkeiten gab es zwischenzeitlich zwei parallele erste Ligen, weshalb es in der Saison 2011/12 zwei Meister gab. Der Streit wurde beigelegt und beide Ligen für die Saison 2014 wieder fusioniert. 2015 brach das Sportministerium die Saison ab, worauf die FIFA den Indonesischen Fußballverband aufgrund staatlicher Einmischung suspendierte. 2016 wurde daher ebenfalls keine Meisterschaft ausgetragen.

## Indonesische Meister vor 1994

### Perserikatan (1931–1994) Amateurliga
| Saison    | Meister                                | Vizemeister                            |
| --------- | -------------------------------------- | -------------------------------------- |
| 1931      | VIJ Batavia                            | PSIM Yogyakarta                        |
| 1932      | PSIM Yogyakarta                        | VIJ Batavia                            |
| 1933      | VIJ Batavia (2)                        | Persib Bandung                         |
| 1934      | VIJ Batavia (3)                        | Persib Bandung                         |
| 1935      | Persis Solo                            | PPVIM Meester Cornelis                 |
| 1936      | Persis Solo (2)                        | Persib Bandung                         |
| 1937      | Persib Bandung                         | Persis Solo                            |
| 1938      | VIJ Batavia (4)                        | SIVB Surabaya                          |
| 1939      | Persis Solo (3)                        | PSIM Yogyakarta                        |
| 1940      | Persis Solo (4)                        | PSIM Yogyakarta                        |
| 1941      | Persis Solo (5)                        | SIVB Surabaya                          |
| 1942      | Persis Solo (6)                        | SIVB Surabaya                          |
| 1943      | Persis Solo (7)                        | PSIM Yogyakarta                        |
| 1944–1949 | Nicht ausgetragen                      | Nicht ausgetragen                      |
| 1951      | Persebaya Surabaya                     | PSM Makassar                           |
| 1952      | Persebaya Surabaya (2)                 | Persija Jakarta                        |
| 1953/54   | Persija Jakarta (5)                    | PSMS Medan                             |
| 1955/57   | PSM Makassar                           | PSMS Medan                             |
| 1957/59   | PSM Makassar (2)                       | Persib Bandung                         |
| 1959/61   | Persib Bandung (2)                     | PSM Makassar                           |
| 1962/64   | Persija Jakarta (6)                    | PSM Makassar                           |
| 1964/65   | PSM Makassar (3)                       | Persebaya Surabaya                     |
| 1965/66   | PSM Makassar (4)                       | Persib Bandung                         |
| 1966/67   | PSMS Medan                             | Persib Bandung                         |
| 1968      | Nicht ausgetragen                      | Nicht ausgetragen                      |
| 1969/71   | PSMS Medan (2)                         | Persebaya Surabaya                     |
| 1971/73   | Persija Jakarta (7)                    | Persebaya Surabaya                     |
| 1973/75   | Persija Jakarta (8) und PSMS Medan (3) | Persija Jakarta (8) und PSMS Medan (3) |
| 1975/78   | Persebaya Surabaya (3)                 | Persija Jakarta                        |
| 1978/79   | Persija Jakarta (9)                    | PSMS Medan                             |
| 1980      | Persiraja Banda Aceh                   | Persipura Jayapura                     |
| 1981/82   | Nicht ausgetragen                      | Nicht ausgetragen                      |
| 1983      | PSMS Medan (4)                         | Persib Bandung                         |
| 1984      | Nicht ausgetragen                      | Nicht ausgetragen                      |
| 1985      | PSMS Medan (5)                         | Persib Bandung                         |
| 1986      | Persib Bandung (3)                     | Perseman Manokwari                     |
| 1986/87   | PSIS Semarang                          | Persebaya Surabaya                     |
| 1987/88   | Persebaya Surabaya (4)                 | Persija Jakarta                        |
| 1989/90   | Persib Bandung (4)                     | Persebaya Surabaya                     |
| 1991/92   | PSM Makassar (5)                       | PSMS Medan                             |
| 1993/94   | Persib Bandung (5)                     | PSM Makassar                           |

### Galatan (1979–1994) Semiprofessionelle Liga
| Saison  | Meister                      | Vizemeister              |
| ------- | ---------------------------- | ------------------------ |
| 1979/80 | Warna Agung                  | Jayakarta                |
| 1980/82 | Niac Mitra                   | Jayakarta                |
| 1982/83 | Niac Mitra (2)               | UMS 80                   |
| 1983/84 | Yanita Utama                 | Mercu Buana              |
| 1984    | Yanita Utama (2)             | UMS 80                   |
| 1985    | Krama Yudha Tiga Berlian (3) | Arseto                   |
| 1986/87 | Krama Yudha Tiga Berlian (4) | Pelita Jaya              |
| 1987/88 | Niac Mitra (3)               | Pelita Jaya              |
| 1988/89 | Pelita Jaya                  | Niac Mitra               |
| 1990    | Pelita Jaya (2)              | Krama Yudha Tiga Berlian |
| 1990/92 | Arseto                       | Pupuk Kaltim             |
| 1992/93 | Arema Malang                 | Pupuk Kaltim             |
| 1993/94 | Pelita Jaya (3)              | Gelora Dewata            |

## Indonesische Meister nach 1994 (Ära der Liga Indonesia)

### Premier Division (1994–2008)
| Saison    | Meister                                                                     | Vizemeister                                                                 | Torschützenkönige (Verein)              | Tore |
| --------- | --------------------------------------------------------------------------- | --------------------------------------------------------------------------- | --------------------------------------- | ---- |
| 1994/95   | Persib Bandung (6)                                                          | Petrokimia Putra                                                            | Peri Sandria (Bandung Raya)             | 34   |
| 1995/96   | Bandung Raya                                                                | PSM Makassar                                                                | Dejan Gluscevic (Bandung Raya)          | 30   |
| 1996/97   | Persebaya Surabaya (5)                                                      | Bandung Raya                                                                | Jacksen F. Tiago (Persebaya Surabaya)   | 26   |
| 1997/98   | Die Saison wurde aufgrund der politischen Situation Indonesiens abgebrochen | Die Saison wurde aufgrund der politischen Situation Indonesiens abgebrochen | Kurniawan Dwi Yulianto (Pelita Jakarta) | 20   |
| 1998/99   | PSIS Semarang (2)                                                           | Persebaya Surabaya                                                          | Alain Mabenda (PSDS Deli Serdang)       | 11   |
| 1999/2000 | PSM Makassar (6)                                                            | PKT Bontang                                                                 | Bambang Pamungkas (Persija Jakarta)     | 24   |
| 2001      | Persija Jakarta (10)                                                        | PSM Makassar                                                                | Sadissou Bako (Barito Putera)           | 22   |
| 2002      | Petrokimia Putra                                                            | Persita Tangerang                                                           | Ilham Jaya Kesuma (Persita Tangerang)   | 26   |
| 2003      | Persik Kediri                                                               | PSM Makassar                                                                | Oscar Aravena (PSM Makassar)            | 31   |
| 2004      | Persebaya Surabaya (6)                                                      | PSM Makassar                                                                | Ilham Jaya Kesuma (Persita Tangerang)   | 22   |
| 2005      | Persipura Jayapura                                                          | Persija Jakarta                                                             | Cristian Gonzáles (Persik Kediri)       | 25   |
| 2006      | Persik Kediri (2)                                                           | PSIS Semarang                                                               | Cristian Gonzáles (Persik Kediri)       | 29   |
| 2007/08   | Sriwijaya                                                                   | PSMS Medan                                                                  | Cristian Gonzáles (Persik Kediri)       | 32   |

### Indonesia Super League (2008–2014)
| Saison  | Meister                                                                                            | Vizemeister                                                                                        | Drittplatzierte                                                                                    | Torschützenkönige (Verein)                                                                         | Tore                                                                                               |
| ------- | -------------------------------------------------------------------------------------------------- | -------------------------------------------------------------------------------------------------- | -------------------------------------------------------------------------------------------------- | -------------------------------------------------------------------------------------------------- | -------------------------------------------------------------------------------------------------- |
| 2008/09 | Persipura Jayapura (2)                                                                             | Persiwa Wamena                                                                                     | Persib Bandung                                                                                     | Boaz Solossa (Persipura Jayapura) Cristian Gonzáles (Persik/Persib)                                | 28                                                                                                 |
| 2009/10 | Arema Indonesia (2)                                                                                | Persipura Jayapura                                                                                 | Persiba Balikpapan                                                                                 | Aldo Barreto (Bontang)                                                                             | 19                                                                                                 |
| 2010/11 | Persipura Jayapura (3)                                                                             | Arema Indonesia                                                                                    | Persija Jakarta                                                                                    | Boaz Solossa (Persipura Jayapura)                                                                  | 22                                                                                                 |
| 2011/12 | Sriwijaya (2)                                                                                      | Persipura Jayapura                                                                                 | Persiwa Wamena                                                                                     | Alberto Gonçalves (Persipura Jayapura)                                                             | 25                                                                                                 |
| 2013    | Persipura Jayapura (4)                                                                             | Arema Indonesia                                                                                    | Mitra Kukar                                                                                        | Boaz Solossa (Persipura Jayapura)                                                                  | 25                                                                                                 |
| 2014    | Persib Bandung (7)                                                                                 | Persipura Jayapura                                                                                 | Arema Cronus                                                                                       | Emmanuel Kenmogne (Bhayangkara)                                                                    | 25                                                                                                 |
| 2015    | Die Saison wurde vom Sportministerium abgebrochen und dies führte zur Suspendierung durch die FIFA | Die Saison wurde vom Sportministerium abgebrochen und dies führte zur Suspendierung durch die FIFA | Die Saison wurde vom Sportministerium abgebrochen und dies führte zur Suspendierung durch die FIFA | Die Saison wurde vom Sportministerium abgebrochen und dies führte zur Suspendierung durch die FIFA | Die Saison wurde vom Sportministerium abgebrochen und dies führte zur Suspendierung durch die FIFA |

### Indonesian Premier League (2011–2013)
| Saison  | Meister            | Vizemeister        | Drittplatzierte    | Torschützenkönige (Verein)      | Tore               |
| ------- | ------------------ | ------------------ | ------------------ | ------------------------------- | ------------------ |
| 2011/12 | Semen Padang       | Persebaya 1927     | Arema Indonesia    | Ferdinand Sinaga (Semen Padang) | 15                 |
| 2013    | Saison abgebrochen | Saison abgebrochen | Saison abgebrochen | Saison abgebrochen              | Saison abgebrochen |

### Liga 1 (seit 2017)
| Saison  | Meister                                                    | Vizemeister                                                | Drittplatzierte                                            | Torschützenkönige (Verein)                                 | Tore                                                       |
| ------- | ---------------------------------------------------------- | ---------------------------------------------------------- | ---------------------------------------------------------- | ---------------------------------------------------------- | ---------------------------------------------------------- |
| 2017    | Bhayangkara FC                                             | Bali United                                                | PSM Makassar                                               | Sylvano Comvalius (Bali United)                            | 37                                                         |
| 2018    | Persija Jakarta (11)                                       | PSM Makassar                                               | Bhayangkara FC                                             | Aleksandar Rakić (PS TIRA)                                 | 21                                                         |
| 2019    | Bali United                                                | Persebaya Surabaya                                         | Persipura Jayapura                                         | Marko Šimić (Persija Jakarta)                              | 28                                                         |
| 2020    | Die Saison wurde aufgrund der Covid19-Pandemie abgebrochen | Die Saison wurde aufgrund der Covid19-Pandemie abgebrochen | Die Saison wurde aufgrund der Covid19-Pandemie abgebrochen | Die Saison wurde aufgrund der Covid19-Pandemie abgebrochen | Die Saison wurde aufgrund der Covid19-Pandemie abgebrochen |
| 2021/22 | Bali United (2)                                            | Persib Bandung                                             | Bhayangkara FC                                             | Ilija Spasojević (Bali United)                             | 23                                                         |

## Mannschaften nach Meistertiteln
Fettgedruckte Mannschaften spielen aktuell in der Liga 1.
| Verein                           | Meisterschaften | Vizemeisterschaften | Meistersaisons                                                                  |
| -------------------------------- | --------------- | ------------------- | ------------------------------------------------------------------------------- |
| Persija Jakarta                  | 11              | 5                   | 1931, 1933, 1934, 1938, 1953/54, 1962/64, 1971/73, 1973/75, 1978/79, 2001, 2018 |
| Persib Bandung                   | 7               | 9                   | 1937, 1959/61, 1986, 1989/90, 1993/94, 1994–95, 2014                            |
| Persis Solo                      | 7               | 1                   | 1935, 1936, 1939, 1940, 1942, 1943, 1948                                        |
| Persebaya Surabaya               | 6               | 10                  | 1951, 1952, 1975/78, 1987/88, 1996/97, 2004                                     |
| PSM Makassar                     | 6               | 9                   | 1955/57, 1957/59, 1964/65, 1965/66, 1991/92, 1999/2000                          |
| PSMS Medan                       | 5               | 5                   | 1966/67, 1969/71, 1973/75, 1983, 1985                                           |
| Persipura Jayapura               | 4               | 4                   | 2005, 2008/09, 2010/11, 2013                                                    |
| Krama Yudha Tiga Berlian         | 4               | 1                   | 1983/84, 1984, 1985, 1986/87                                                    |
| Pelita Jaya(jetzt Madura United) | 3               | 2                   | 1988/89, 1990, 1993/94                                                          |
| Niac Mitra (jetzt Mitra Kukar)   | 3               | 1                   | 1980/82, 1982/83, 1987/88                                                       |
| Aremam Malang                    | 2               | 2                   | 1992/93, 2009/10                                                                |
| PSIS Semarang                    | 2               | 1                   | 1986/87, 1998/99                                                                |
| Sriwijaya                        | 2               | 1                   | 2007, 2011/12                                                                   |
| Bali United                      | 2               | 1                   | 2019, 2022                                                                      |
| Persik Kediri                    | 2               | 0                   | 2003, 2006                                                                      |
| PSIM Yogyakarta                  | 1               | 5                   | 1932                                                                            |
| Arseto                           | 1               | 1                   | 1990/92                                                                         |
| Bandung Raya                     | 1               | 1                   | 1995/96                                                                         |
| Petrokimia Putra                 | 1               | 1                   | 2002                                                                            |
| Bhayangkara                      | 1               | 0                   | 2017                                                                            |
| Warna Agung                      | 1               | 0                   | 1979/80                                                                         |
| Persiraja Banda Aceh             | 1               | 0                   | 1980                                                                            |
| Semen Padang                     | 1               | 0                   | 2011/12                                                                         |